# Allodardanus rugosus
Allodardanus rugosus is een tienpotigensoort uit de familie van de Diogenidae. De wetenschappelijke naam van de soort is voor het eerst geldig gepubliceerd in 1965 door Haig & Provenzano.